# 岸本圣史
岸本聖史（1974年11月8日—），是日本男性漫畫家。岡山縣勝田郡奈義町出身。而漫畫家岸本齊史為雙胞胎哥哥。

## 人物簡介
岡山縣勝田郡奈義町人。以刊載於《月刊少年GANGAN》上的〈666～撒旦～〉而正式出道。
兩兄弟小時候常常一起作畫，因此兩人的風格相近。
聖史從小就喜歡在教科書上胡亂塗鴉，讓他經常被父母責罵，長大後他受喜愛的漫畫大師鳥山明影響，開始立志朝漫畫家之路邁進，他四處報名參賽、投稿時已經是24歲了。

## 作品一覽

### 長篇漫畫
- 666～撒旦～（月刊少年GANGAN，史克威爾艾尼克斯）
- BLAZER DRIVE徽章戰役（月刊少年Rival，講談社）
- 紅狼與枷鎖的羊（月刊少年Rival，講談社）
- 助太刀09（月刊少年GANGAN・GANGAN ONLINE，史克威爾艾尼克斯）
- マッドキメラワールド（モーニング・ツー、講談社）

### 短篇漫畫
- 天誅 參（月刊少年GANGAN，史克威爾艾尼克斯）